# 아야정
아야정(일본어: 綾町)은 일본 미야자키현 중서부에 있는 히가시모로카타군의 정이다.

## 지리
남부는 미야자키 평야의 서단에 해당하고 북부는 규슈 산지로 험난하지만 일본 최대급 규모의 조엽수림이 펼쳐져 있다. 또 미야자키시와의 관계도 깊고 미야자키 도시권에 속하고 있다.

### 인접한 자치체
- 미야자키시
- 고바야시시
- 히가시모로카타군 구니토미정
- 고유군 니시메라촌

## 역사

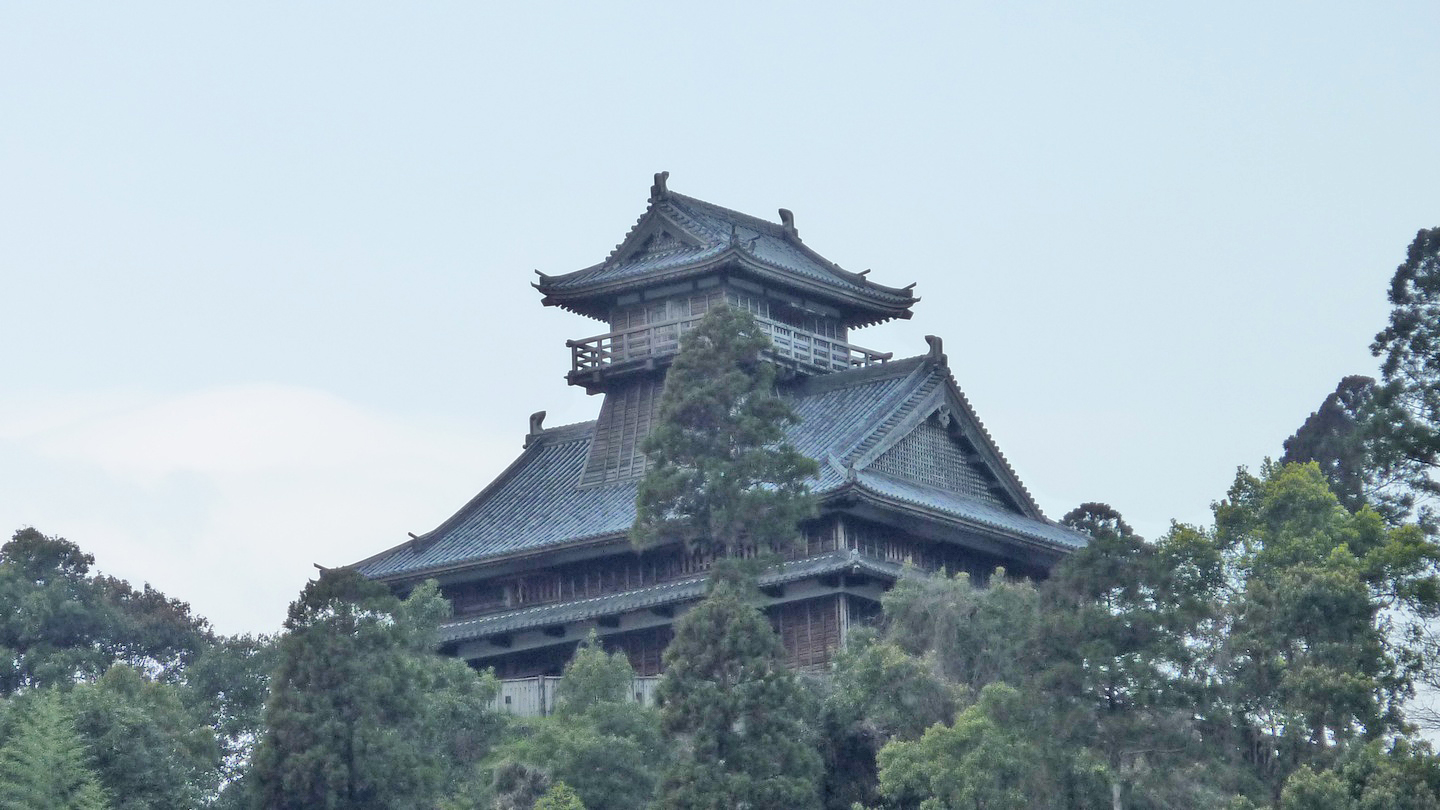
아야성

나라 시대부터 휴가국의 교통 요충지이며 가마쿠라 시대부터 센고쿠 시대까지는 이토씨, 에도 시대에는 사쓰마번령이 되어 시마즈씨가 통치했다.
1948년 5월 3일에 아야촌이 정으로 승격해 아야정이 되었다.

## 경제
기간 산업은 농업으로 유기 농업이 발달했고 아야 소고기·아야 돼지고기·아야 닭고기 등의 축산품도 생산한다. 조엽수림을 활용해 천연 염색에 의한 염직 공예·목죽공예·현지의 흙을 사용한 도예·자연을 모티브로 한 유리 공예 등 여러 가지 수공예품이 만들어진다.